# Hemileuca proserpina
Hemileuca proserpina är en fjärilsart som beskrevs av Fabricius 1775. Hemileuca proserpina ingår i släktet Hemileuca och familjen påfågelsspinnare. Inga underarter finns listade i Catalogue of Life.